# Noémi Ferenczy
Noémi Ferenczy (geboren 18. Juni 1890 in Szentendre, Österreich-Ungarn; gestorben 20. Dezember 1957 in Budapest) war eine ungarische Bildwirkerin.  

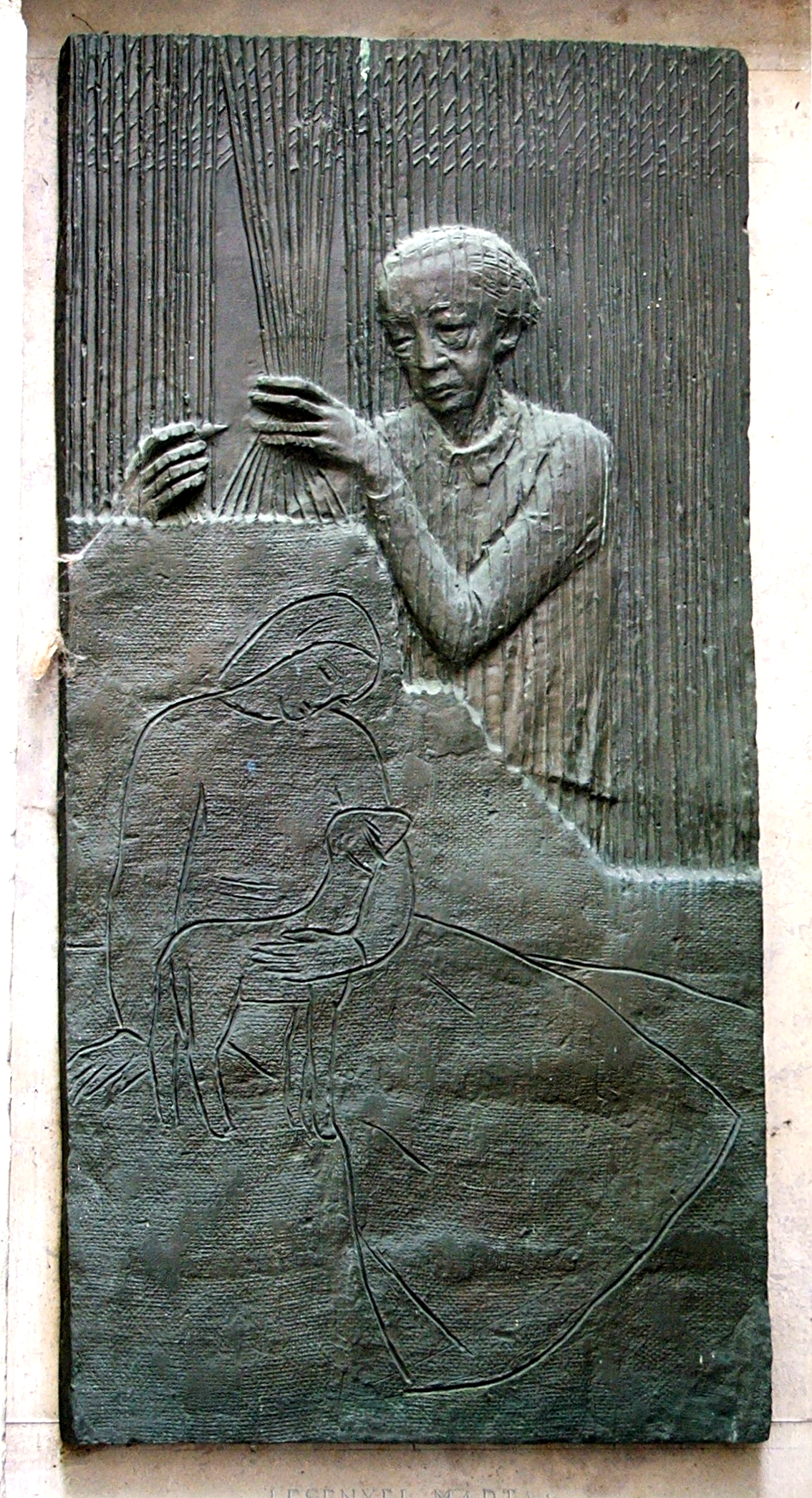
Relief Noémi Ferenczy in Szentendre

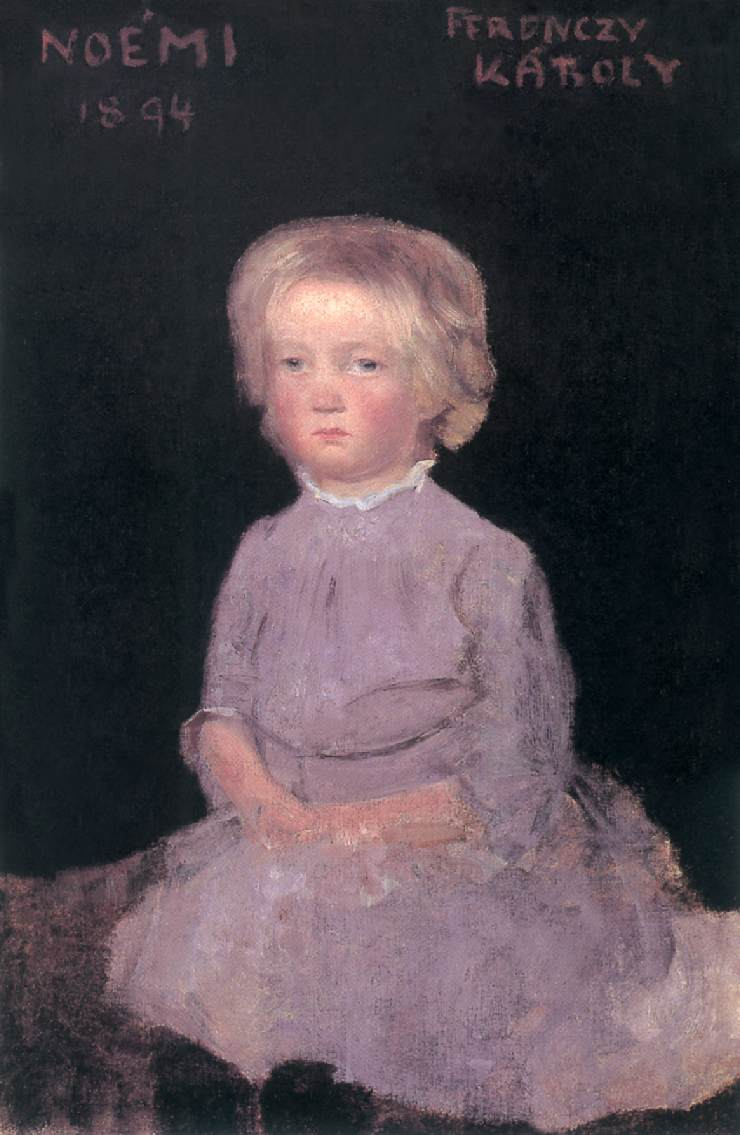
Károly Ferenczy: Noémi Ferenczy (1894)

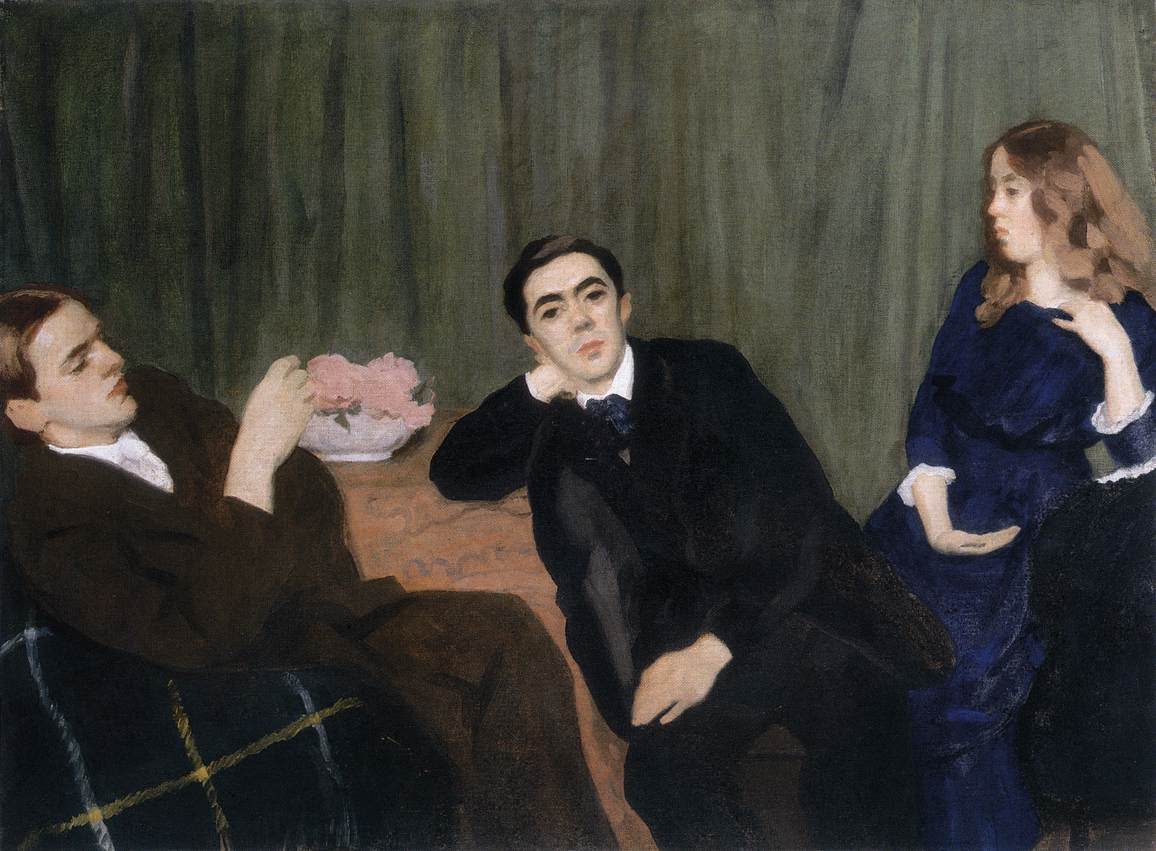
Károly Ferenczy: Noémi Ferenczy, Valér Ferenczy, Béni Ferenczy (1911) [von rechts

## Leben
Noémi Ferenczy  war die Tochter des Malers Károly Ferenczy und der Malerin Olga Fialka, jüngere Schwester des Malers Valér Ferenczy und Zwillingsschwester des Bildhauers Béni Ferenczy. Sie wuchs bei ihren Eltern in der Künstlerkolonie Nagybanya auf. Sie erlernte 1913 in der Pariser Manufacture nationale des Gobelins die Bildwirkerei. Ihre ersten Bildteppiche waren noch dem Jugendstil verhaftet. Zur Zeit der Ungarischen Räterepublik war sie Leiterin der Weberei der Künstlergesellschaft Budapest und war nach der Niederschlagung kurzzeitig verhaftet. Sie musste danach emigrieren. Sie arbeitete zwischen 1920 und 1932 im nunmehr rumänischen Nagybanya, hielt sich aber auch längere Zeiten in Berlin und Wien auf. 1922 wurde sie Mitglied in der Gesellschaft der Künstler Nagybanyas und 1924 in der Künstlervereinigung KÚT (Képzőművészek Új Társasága). Sie war sozial engagiert, trat der Rumänischen Kommunistischen Partei bei und wurde 1929 auch in die Kommunistische Partei Deutschlands aufgenommen. 1922 und 1929 stellte sie in Berlin aus, 1924 wurde ihr Wirkteppich Gärtnerinnen beim Kongress der III. Internationale in Moskau gezeigt. Bruno Paul wollte sie als Lehrerin an die Vereinigten Staatsschulen für freie und angewandte Kunst nach Berlin holen, was sie ausschlug.
Ab 1932 wohnte und arbeitete sie in Budapest und wurde dort nach Ende des Zweiten Weltkriegs 1950 bis 1956 Lehrerin an der Hochschule für Kunst und Design. Im kommunistischen Ungarn erhielt sie 1948 den Kossuth-Preis und 1952 den Érdemes Művésze-Preis.
Sie war mit dem kommunistischen Journalisten Sándor Kőrösi-Krizsán verheiratet, der später Mitarbeiter von Radio Free Europe wurde und 1970 in der Emigration in München verstarb.
In Szentendre wurde 1951 das Károly-Ferenczy-Museum eingerichtet, das neben Werken des Vaters und der Mutter auch Werke Noémi Ferenczys und ihrer zwei Geschwister zeigt. 1992 wurde erstmals der „Ferenczy Noémi-díj“ ausgelobt.

## Schriften / Ausstellungen (Auswahl)
- Noémi Ferenczy - Retrospektive : Dez. 1978 - Jan. 1979. Ungarische Nationalgalerie, Budapest 1978.
- István Genthon: Die Familie Ferenczy. Ausstellung im Burgschloss Buda. Magyar Nemzeti Galéria, Budapest 1968.